# Clan Akita
Pour les articles homonymes, voir Akita (homonymie).

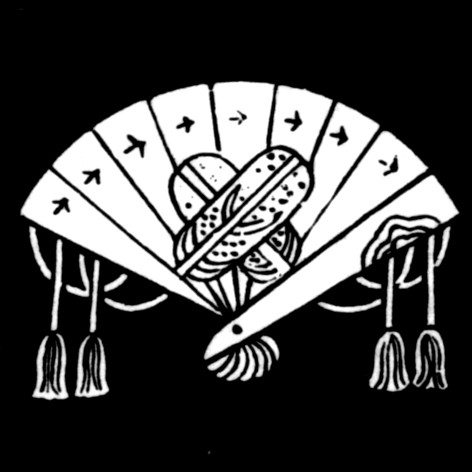
Emblème (mon) du clan Akita.

Le clan Akita (秋田氏, Akita-shi) est un clan japonais médiéval du district de Tsugaru de la province de Mutsu.
Le clan prétend descendre d'Abe no Sadato (clan Abe). Le clan était connu comme originairement clan Ando. Ils ont été installés dans le district Tsugaru de la province de Mutsu pour entretenir des relations commerciales avec les Aïnous. Pendant l'époque de Kamakura, le clan a administré Ezo pour le clan Hōjō, comme un bagne(ja). Il se scinde à la même période en deux branches. Une de ses capitales est située sur le site actuel de Tosaminato dans la préfecture d'Aomori, qui est un port très actif à l'époque de Muromachi.
Durant l'époque Sengoku, le clan a été battu par le clan Nanbu et a émigré dans la province de Dewa. Le clan s'est alors installé au château d'Akita qui lui a donné son nom. Il y reste jusqu'en 1602, date à laquelle Ieyasu Tokugawa lui ordonna de s'installer dans une partie de la province de Hitachi et dans une partie de la province de Mutsu.
Liste des daimyos Akita ayant gouverné le han de Miharu (Mutsu) :
- Toshisue (1598-1649)
- Morisue (1620-1676)
- Terusue (1649-1720)
- Yorisue (1696-1743)
- Harusue (1718-1773)
- Sadasue (1726-1757)
- Yukisue (1751-1813)
- Yasusue (1776-1811)
- Norisue (1786-1844)
- Tomosue (1810-1865)
- Akisue (1858-1907)